# Monodia
Monodia is een geslacht uit de grassenfamilie (Poaceae). De soort van dit geslacht komt voor in Australazië.

## Soorten
Van het geslacht is alleen de volgende soort bekend: 
- Monodia stipoides